# Lista över matchresultat i Elitserien i ishockey 1990/1991
Lista över matchresultat i grundserien av Elitserien i ishockey 1990/1991. Ligan inleddes den 20 september 1990 och avslutades 3 mars 1991.

## Tabeller
Grundserien
| Nr | Lag                 | S  | V  | O | F  | GM  | IM | MS  | P  |
| -- | ------------------- | -- | -- | - | -- | --- | -- | --- | -- |
| 1  | Djurgårdens IF (RM) | 22 | 14 | 2 | 6  | 84  | 58 | +26 | 30 |
| 2  | Färjestad BK        | 22 | 13 | 3 | 6  | 98  | 65 | +33 | 29 |
| 3  | Luleå HF            | 22 | 12 | 1 | 9  | 107 | 75 | +32 | 25 |
| 4  | AIK                 | 22 | 10 | 5 | 7  | 70  | 66 | +4  | 25 |
| 5  | HV71                | 22 | 9  | 4 | 9  | 81  | 68 | +13 | 22 |
| 6  | Malmö IF            | 22 | 9  | 3 | 10 | 70  | 70 | 0   | 21 |
| 7  | Modo                | 22 | 8  | 5 | 9  | 76  | 84 | −8  | 21 |
| 8  | Brynäs IF           | 22 | 8  | 4 | 10 | 65  | 75 | −10 | 20 |
| 9  | Västerås IK         | 22 | 7  | 6 | 9  | 67  | 79 | −12 | 20 |
| 10 | Södertälje SK       | 22 | 8  | 4 | 10 | 73  | 92 | −19 | 20 |
| 11 | Leksands IF         | 22 | 8  | 3 | 11 | 66  | 87 | −21 | 19 |
| 12 | Västra Frölunda     | 22 | 3  | 6 | 13 | 59  | 97 | −38 | 12 |

Fortsättningsserien
| Nr | Lag                 | S  | V  | O | F  | GM  | IM  | MS  | P  |
| -- | ------------------- | -- | -- | - | -- | --- | --- | --- | -- |
| 1  | Djurgårdens IF (RM) | 40 | 22 | 6 | 12 | 144 | 108 | +36 | 50 |
| 2  | Färjestad BK        | 40 | 20 | 8 | 12 | 161 | 127 | +34 | 48 |
| 3  | Luleå HF            | 40 | 23 | 1 | 16 | 181 | 141 | +40 | 47 |
| 4  | Västerås IK         | 40 | 19 | 8 | 13 | 135 | 132 | +3  | 46 |
| 5  | Malmö IF            | 40 | 19 | 7 | 14 | 152 | 129 | +23 | 45 |
| 6  | HV71                | 40 | 17 | 5 | 18 | 142 | 119 | +23 | 39 |
| 7  | Södertälje SK       | 40 | 15 | 7 | 18 | 147 | 172 | −25 | 37 |
| 8  | Brynäs IF           | 40 | 14 | 6 | 20 | 112 | 133 | −21 | 34 |
| 9  | AIK                 | 40 | 13 | 8 | 19 | 121 | 144 | −23 | 34 |
| 10 | Modo                | 40 | 13 | 7 | 20 | 133 | 164 | −31 | 33 |

## Matcher

### Grundserien
| Datum Match Resultat Publik Spelplan Omgång 1 - 20 september 1990 Luleå HF-HV 71 6-7 (1-3, 1-1, 4-3) 4263 Delfinen - 20 september 1990 Färjestads BK-Brynäs IF 9-2 (3-1, 2-0, 4-1) 4300 Färjestads Ishall - 20 september 1990 AIK-Västerås IK 3-1 (0-1, 2-0, 1-0) 7751 Globen - 20 september 1990 Västra Frölunda HC-Leksands IF 2-4 (2-0, 0-2, 0-2) 10752 Scandinavium - 20 september 1990 Malmö IF-Djurgårdens IF 3-1 (0-1, 2-0, 1-0) 5398 Malmö Isstadion - 20 september 1990 Modo Hockey-Södertälje SK 3-4 (1-3, 2-1, 0-0) 2594 Kempehallen Omgång 2 - 23 september 1990 Södertälje SK-Malmö IF 1-4 (0-0, 0-1, 1-3) 5909 Scaniarinken - 23 september 1990 Djurgårdens IF-Västra Frölunda HC 7-1 (3-0, 2-1, 2-0) 6648 Globen - 23 september 1990 Leksands IF-AIK 5-2 (3-2, 1-0, 1-0) 6113 Leksands Isstadion - 23 september 1990 HV 71-Modo Hockey 3-3 (0-2, 3-0, 0-1) 4390 Rosenlundshallen - 23 september 1990 Brynäs IF-Luleå HF 4-2 (1-0, 3-1, 0-1) 5123 Gavlerinken - 25 september 1990 Västerås IK-Färjestads BK 3-5 (1-0, 0-3, 2-2) 5666 Rocklundahallen Omgång 3 - 27 september 1990 Luleå HF-Västerås IK 6-3 (0-1, 6-0, 0-2) 4544 Delfinen - 27 september 1990 Färjestads BK-Leksands IF 8-2 (2-0, 3-0, 3-2) 4745 Färjestads Ishall - 27 september 1990 AIK-Djurgårdens IF 2-5 (1-4, 1-0, 0-1) 13128 Globen - 27 september 1990 Västra Frölunda HC-Södertälje SK 1-1 (0-0, 0-0, 1-1) 7952 Scandinavium - 27 september 1990 Malmö IF-Modo Hockey 4-2 (3-0, 0-1, 1-1) 5391 Malmö Isstadion - 27 september 1990 Brynäs IF-HV 71 4-1 (1-0, 1-1, 2-0) 4038 Gavlerinken Omgång 4 - 30 september 1990 Modo Hockey-Västra Frölunda HC 2-2 (0-2, 2-0, 0-0) 3082 Kempehallen - 30 september 1990 Södertälje SK-AIK 5-4 (2-2, 2-0, 1-2) 6067 Scaniarinken - 30 september 1990 Djurgårdens IF-Färjestads BK 3-2 (1-0, 1-2, 1-0) 10*198 Globen - 30 september 1990 Leksands IF-Luleå HF 2-5 (1-1, 0-1, 1-3) 4371 Leksands Isstadion - 30 september 1990 Västerås IK-Brynäs IF 3-0 (3-0, 0-0, 0-0) 5599 Rocklundahallen - 30 september 1990 HV 71-Malmö IF 8-5 (2-4, 3-1, 3-0) 4576 Rosenlundshallen Omgång 5 - 4 oktober 1990 Luleå HF-Djurgårdens IF 1-2 (1-0, 0-1, 0-1) 5649 Delfinen - 4 oktober 1990 Färjestads BK-Södertälje SK 7-3 (1-0, 2-1, 4-2) 4342 Färjestads Ishall - 4 oktober 1990 AIK-Modo Hockey 4-3 (2-2, 0-0, 2-1) 6942 Globen - 4 oktober 1990 Västra Frölunda HC-Malmö IF 3-2 (1-1, 2-0, 0-1) 12146 Scandinavium - 4 oktober 1990 Västerås IK-HV 71 5-3 (0-0, 1-2, 4-1) 4777 Rocklundahallen - 4 oktober 1990 Brynäs IF-Leksands IF 3-5 (2-2, 0-1, 1-2) 7761 Gavlerinken Omgång 6 - 7 oktober 1990 Malmö IF-AIK 6-3 (2-1, 3-1, 1-1) 5424 Malmö Isstadion - 7 oktober 1990 Modo Hockey-Färjestads BK 5-8 (2-1, 3-4, 0-3) 2716 Kempehallen - 7 oktober 1990 Södertälje SK-Luleå HF 5-2 (2-0, 1-0, 2-2) 3672 Scaniarinken - 7 oktober 1990 Djurgårdens IF-Brynäs IF 2-2 (1-0, 1-1, 0-1) 9458 Globen - 7 oktober 1990 Leksands IF-Västerås IK 6-3 (1-0, 2-3, 3-0) 4274 Leksands Isstadion - 7 oktober 1990 HV 71-Västra Frölunda HC 3-1 (0-1, 2-0, 1-0) 4483 Rosenlundshallen Omgång 7 - 11 oktober 1990 Luleå HF-Modo Hockey 12-4 (6-2, 3-0, 3-2) 4402 Delfinen - 11 oktober 1990 Färjestads BK-Malmö IF 0-1 (0-0, 0-0, 0-1) 4739 Färjestads Ishall - 11 oktober 1990 AIK-Västra Frölunda HC 6-4 (1-1, 3-1, 2-2) 7012 Globen - 11 oktober 1990 Leksands IF-HV 71 0-4 (0-1, 0-1, 0-2) 3648 Leksands Isstadion - 11 oktober 1990 Västerås IK-Djurgårdens IF 1-8 (0-2, 0-2, 1-4) 5790 Rocklundahallen - 11 oktober 1990 Brynäs IF-Södertälje SK 6-2 (1-0, 3-0, 2-2) 4284 Gavlerinken Omgång 8 - 14 oktober 1990 Västra Frölunda HC-Färjestads BK 3-6 (2-3, 1-1, 0-2) 11149 Scandinavium - 14 oktober 1990 Malmö IF-Luleå HF 3-8 (0-1, 3-0, 0-7) 5546 Malmö Isstadion - 14 oktober 1990 Modo Hockey-Brynäs IF 5-3 (3-1, 2-0, 0-2) 2555 Kempehallen - 14 oktober 1990 Södertälje SK-Västerås IK 3-3 (2-1, 1-0, 0-2) 3721 Scaniarinken - 14 oktober 1990 Djurgårdens IF-Leksands IF 4-3 (1-1, 1-2, 2-0) 13173 Globen - 14 oktober 1990 HV 71-AIK 2-0 (1-0, 0-0, 1-0) 4480 Rosenlundshallen Omgång 9 - 18 oktober 1990 Luleå HF-Västra Frölunda HC 6-5 (3-0, 2-3, 1-2) 4938 Delfinen - 18 oktober 1990 Färjestads BK-AIK 3-3 (2-0, 0-1, 1-2) 4681 Färjestads Ishall - 18 oktober 1990 Djurgårdens IF-HV 71 4-3 (1-0, 1-1, 2-2) 5917 Hovet, Johanneshov - 18 oktober 1990 Leksands IF-Södertälje SK 2-5 (2-0, 0-2, 0-3) 3628 Leksands Isstadion - 18 oktober 1990 Västerås IK-Modo Hockey 2-2 (0-1, 0-0, 2-1) 4483 Rocklundahallen - 18 oktober 1990 Brynäs IF-Malmö IF 3-1 (1-0, 0-1, 2-0) 6512 Gavlerinken Omgång 10 - 21 oktober 1990 AIK-Luleå HF 4-3 (2-1, 2-2, 0-0) 5579 Hovet, Johanneshov - 21 oktober 1990 Västra Frölunda HC-Brynäs IF 4-4 (0-2, 2-0, 2-2) 10324 Scandinavium - 21 oktober 1990 Malmö IF-Västerås IK 1-5 (0-2, 0-1, 1-2) 5066 Malmö Isstadion - 21 oktober 1990 Modo Hockey-Leksands IF 8-1 (1-1, 7-0, 0-0) 3107 Kempehallen - 21 oktober 1990 Södertälje SK-Djurgårdens IF 6-5 (1-1, 1-2, 4-2) 6708 Scaniarinken - 21 oktober 1990 HV 71-Färjestads BK 2-4 (0-0, 2-3, 0-1) 4487 Rosenlundshallen Omgång 11 - 25 oktober 1990 Luleå HF-Färjestads BK 6-3 (2-2, 1-0, 3-1) 5404 Delfinen - 25 oktober 1990 Södertälje SK-HV 71 3-7 (1-3, 1-1, 1-3) 3467 Scaniarinken - 25 oktober 1990 Djurgårdens IF-Modo Hockey 4-2 (3-0, 0-1, 1-1) 4489 Hovet, Johanneshov - 25 oktober 1990 Leksands IF-Malmö IF 3-2 (0-1, 1-1, 2-0) 5084 Leksands Isstadion - 25 oktober 1990 Västerås IK-Västra Frölunda HC 5-2 (2-1, 1-0, 2-1) 5275 Rocklundahallen - 25 oktober 1990 Brynäs IF-AIK 2-2 (2-0, 0-0, 0-2) 6423 Gavlerinken | Omgång 12 - 28 oktober 1990 Färjestads BK-Luleå HF 6-4 (2-2, 2-1, 2-1) 4700 Färjestads Ishall - 28 oktober 1990 HV 71-Södertälje SK 2-3 (0-2, 1-1, 1-0) 4086 Rosenlundshallen - 28 oktober 1990 Modo Hockey-Djurgårdens IF 5-2 (2-0, 2-0, 1-2) 3407 Kempehallen - 28 oktober 1990 Malmö IF-Leksands IF 5-5 (2-0, 1-4, 2-1) 5440 Malmö Isstadion - 28 oktober 1990 Västra Frölunda HC-Västerås IK 5-5 (2-2, 1-2, 2-1) 7340 Scandinavium - 30 oktober 1990 AIK-Brynäs IF 3-1 (1-0, 0-1, 2-0) 12548 Globen Omgång 13 - 1 november 1990 HV 71-Luleå HF 5-1 (3-0, 2-0, 0-1) 3951 Rosenlundshallen - 1 november 1990 Brynäs IF-Färjestads BK 2-2 (0-1, 2-1, 0-0) 6192 Gavlerinken - 1 november 1990 Västerås IK-AIK 2-2 (0-0, 2-2, 0-0) 6257 Rocklundahallen - 1 november 1990 Leksands IF-Västra Frölunda HC 3-2 (1-1, 1-0, 1-1) 4261 Leksands Isstadion - 1 november 1990 Djurgårdens IF-Malmö IF 4-2 (1-0, 0-1, 3-1) 13850 Globen - 1 november 1990 Södertälje SK-Modo Hockey 2-4 (0-3, 2-1, 0-0) 3209 Scaniarinken Omgång 14 - 4 november 1990 Malmö IF-Södertälje SK 4-2 (2-1, 0-1, 2-0) 5249 Malmö Isstadion - 4 november 1990 AIK-Leksands IF 3-1 (1-0, 1-1, 1-0) 13850 Globen - 4 november 1990 Färjestads BK-Västerås IK 3-1 (1-0, 1-0, 1-1) 4338 Färjestads Ishall - 4 november 1990 Luleå HF-Brynäs IF 8-2 (1-1, 4-1, 3-0) 4704 Delfinen - 4 november 1990 Modo Hockey-HV 71 2-8 (2-3, 0-4, 0-1) 3975 Kempehallen - 6 november 1990 Västra Frölunda HC-Djurgårdens IF 3-3 (1-2, 0-0, 2-1) 9410 Scandinavium Omgång 15 - 15 november 1990 Västerås IK-Luleå HF 1-5 (0-1, 0-1, 1-3) 4941 Rocklundahallen - 15 november 1990 Leksands IF-Färjestads BK 4-3 (1-1, 2-1, 1-1) 4688 Leksands Isstadion - 15 november 1990 Djurgårdens IF-AIK 7-2 (2-0, 0-0, 5-2) 13810 Globen - 15 november 1990 Södertälje SK-Västra Frölunda HC 3-3 (1-0, 1-1, 1-2) 3622 Scaniarinken - 15 november 1990 Modo Hockey-Malmö IF 1-2 (0-0, 1-0, 0-2) 3399 Kempehallen - 15 november 1990 HV 71-Brynäs IF 4-2 (3-0, 0-1, 1-1) 4332 Rosenlundshallen Omgång 16 - 18 november 1990 AIK-Södertälje SK 9-1 (3-1, 5-0, 1-0) 9006 Globen - 18 november 1990 Färjestads BK-Djurgårdens IF 0-3 (0-0, 0-1, 0-2) 4643 Färjestads Ishall - 18 november 1990 Luleå HF-Leksands IF 5-5 (2-1, 2-2, 1-2) 4631 Delfinen - 18 november 1990 Brynäs IF-Västerås IK 2-3 (0-1, 0-1, 2-1) 4443 Gavlerinken - 18 november 1990 Malmö IF-HV 71 1-1 (1-0, 0-1, 0-0) 5423 Malmö Isstadion - 20 november 1990 Västra Frölunda HC-Modo Hockey 3-5 (2-2, 1-2, 0-1) 9348 Scandinavium Omgång 17 - 22 november 1990 Djurgårdens IF-Luleå HF 2-5 (0-2, 1-0, 1-3) 5805 Hovet, Johanneshov - 22 november 1990 Södertälje SK-Färjestads BK 4-4 (0-0, 3-1, 1-3) 3972 Scaniarinken - 22 november 1990 Modo Hockey-AIK 3-3 (1-1, 1-1, 1-1) 3216 Kempehallen - 22 november 1990 Malmö IF-Västra Frölunda HC 6-2 (2-1, 1-1, 3-0) 5342 Malmö Isstadion - 22 november 1990 HV 71-Västerås IK 4-6 (2-0, 1-2, 1-4) 3690 Rosenlundshallen - 22 november 1990 Leksands IF-Brynäs IF 2-3 (0-1, 1-1, 1-1) 5956 Leksands Isstadion Omgång 18 - 25 november 1990 Färjestads BK-Modo Hockey 7-2 (4-1, 1-0, 2-1) 4299 Färjestads Ishall - 25 november 1990 Luleå HF-Södertälje SK 7-2 (2-1, 3-0, 2-1) 4452 Delfinen - 25 november 1990 Brynäs IF-Djurgårdens IF 3-1 (1-0, 1-1, 1-0) 6370 Gavlerinken - 25 november 1990 Västerås IK-Leksands IF 1-3 (1-0, 0-1, 0-2) 5983 Rocklundahallen - 27 november 1990 AIK-Malmö IF 4-3 (3-1, 0-1, 1-1) 11627 Globen - 27 november 1990 Västra Frölunda HC-HV 71 5-4 (1-2, 3-2, 1-0) 8048 Scandinavium Omgång 19 - 29 november 1990 Modo Hockey-Luleå HF 4-3 (1-1, 1-1, 2-1) 2065 Kempehallen - 29 november 1990 Malmö IF-Färjestads BK 5-7 (1-2, 3-2, 1-3) 5567 Malmö Isstadion - 29 november 1990 Västra Frölunda HC-AIK 3-2 (1-0, 0-2, 2-0) 7659 Scandinavium - 29 november 1990 HV 71-Leksands IF 3-3 (3-2, 0-0, 0-1) 3688 Rosenlundshallen - 29 november 1990 Djurgårdens IF-Västerås IK 8-2 (5-0, 1-0, 2-2) 6978 Globen - 29 november 1990 Södertälje SK-Brynäs IF 3-5 (0-1, 3-3, 0-1) 3455 Scaniarinken Omgång 20 - 2 december 1990 Färjestads BK-Västra Frölunda HC 5-2 (2-0, 2-2, 1-0) 4503 Färjestads Ishall - 2 december 1990 Luleå HF-Malmö IF 2-1 (1-0, 1-0, 0-1) 5365 Delfinen - 2 december 1990 Brynäs IF-Modo Hockey 2-4 (0-2, 0-1, 2-1) 4987 Gavlerinken - 2 december 1990 Västerås IK-Södertälje SK 7-3 (2-2, 3-0, 2-1) 4497 Rocklundahallen - 2 december 1990 Leksands IF-Djurgårdens IF 2-5 (0-1, 2-3, 0-1) 4766 Leksands Isstadion - 2 december 1990 AIK-HV 71 2-2 (0-1, 0-0, 2-1) 7112 Globen Omgång 21 - 5 december 1990 Södertälje SK-Leksands IF 7-3 (2-0, 1-1, 4-2) 5126 Scaniarinken - 6 december 1990 Västra Frölunda HC-Luleå HF 1-8 (1-2, 0-3, 0-3) 5491 Scandinavium - 6 december 1990 AIK-Färjestads BK 3-2 (1-1, 2-1, 0-0) 13850 Globen - 6 december 1990 HV 71-Djurgårdens IF 3-4 (1-2, 1-1, 1-1) 4320 Rosenlundshallen - 6 december 1990 Modo Hockey-Västerås IK 3-3 (0-1, 2-0, 1-2) 3729 Kempehallen - 6 december 1990 Malmö IF-Brynäs IF 7-3 (3-1, 1-1, 3-1) 5754 Malmö Isstadion Omgång 22 - 9 december 1990 Luleå HF-AIK 2-4 (1-1, 0-2, 1-1) 4749 Delfinen - 9 december 1990 Brynäs IF-Västra Frölunda HC 7-2 (3-1, 2-0, 2-1) 4591 Gavlerinken - 9 december 1990 Västerås IK-Malmö IF 2-2 (0-1, 2-0, 0-1) 6028 Rocklundahallen - 9 december 1990 Leksands IF-Modo Hockey 2-4 (0-1, 1-3, 1-0) 4939 Leksands Isstadion - 9 december 1990 Djurgårdens IF-Södertälje SK 0-5 (0-0, 0-2, 0-3) 13850 Globen - 9 december 1990 Färjestads BK-HV 71 4-2 (1-0, 1-0, 2-2) 4476 Färjestads Ishall |

### Fortsättningsserien
| Datum Match Resultat Publik Spelplan Omgång 23 - 6 januari 1991 Luleå HF-Södertälje SK 6-4 (1-0, 3-1, 2-3) 3938 Delfinen - 6 januari 1991 Malmö IF-AIK 7-3 (1-0, 2-2, 4-1) 5044 Malmö Isstadion - 6 januari 1991 HV 71-Färjestads BK 8-5 (3-3, 2-0, 3-2) 3729 Rosenlundshallen - 6 januari 1991 Modo Hockey-Västerås IK 1-3 (0-0, 1-2, 0-1) 2999 Kempehallen - 6 januari 1991 Djurgårdens IF-Brynäs IF 4-2 (2-0, 2-1, 0-1) 8097 Globen Omgång 24 - 10 januari 1991 Brynäs IF-Modo Hockey 4-6 (1-4, 1-2, 2-0) 3428 Gavlerinken - 10 januari 1991 Västerås IK-HV 71 4-5 (2-0, 0-2, 2-3) 4021 Rocklundahallen - 10 januari 1991 Färjestads BK-Malmö IF 4-4 (0-1, 4-0, 0-3) 4471 Färjestads Ishall - 10 januari 1991 AIK-Luleå HF 3-1 (2-0, 1-1, 0-0) 6326 Globen - 10 januari 1991 Södertälje SK-Djurgårdens IF 3-6 (3-0, 0-4, 0-2) 5537 Scaniarinken Omgång 25 - 13 januari 1991 Luleå HF-Färjestads BK 2-6 (1-3, 0-2, 1-1) 4427 Delfinen - 13 januari 1991 Malmö IF-Västerås IK 8-0 (3-0, 1-0, 4-0) 5305 Malmö Isstadion - 13 januari 1991 HV 71-Brynäs IF 6-0 (2-0, 2-0, 2-0) 3754 Rosenlundshallen - 13 januari 1991 Modo Hockey-Djurgårdens IF 3-3 (1-1, 2-1, 0-1) 3289 Kempehallen - 13 januari 1991 AIK-Södertälje SK 2-5 (1-0, 0-0, 1-5) 6767 Globen Omgång 26 - 15 januari 1991 Djurgårdens IF-HV 71 2-1 (0-0, 0-1, 2-0) 5238 Globen - 15 januari 1991 Brynäs IF-Malmö IF 2-4 (1-0, 0-4, 1-0) 3357 Gavlerinken - 15 januari 1991 Västerås IK-Luleå HF 6-2 (3-1, 1-0, 2-1) 3220 Rocklundahallen - 15 januari 1991 Färjestads BK-AIK 2-2 (1-1, 1-0, 0-1) 4359 Färjestads Ishall - 15 januari 1991 Södertälje SK-Modo Hockey 7-4 (3-3, 2-0, 2-1) 2693 Scaniarinken Omgång 27 - 17 januari 1991 Luleå HF-Brynäs IF 3-2 (0-1, 1-0, 2-1) 3983 Delfinen - 17 januari 1991 Malmö IF-Södertälje SK 5-5 (2-2, 2-1, 1-2) 5227 Malmö Isstadion - 17 januari 1991 HV 71-Modo Hockey 7-3 (2-3, 3-0, 2-0) 3328 Rosenlundshallen - 17 januari 1991 Färjestads BK-Djurgårdens IF 1-1 (0-0, 0-0, 1-1) 4667 Färjestads Ishall - 17 januari 1991 AIK-Västerås IK 1-1 (1-1, 0-0, 0-0) 5365 Globen Omgång 28 - 20 januari 1991 Modo Hockey-Malmö IF 3-3 (0-2, 2-1, 1-0) 2948 Kempehallen - 20 januari 1991 Djurgårdens IF-Luleå HF 2-6 (1-1, 0-2, 1-3) 6438 Globen - 20 januari 1991 Brynäs IF-AIK 4-3 (4-1, 0-1, 0-1) 4599 Gavlerinken - 20 januari 1991 Västerås IK-Färjestads BK 8-2 (3-0, 3-0, 2-2) 4425 Rocklundahallen - 20 januari 1991 Södertälje SK-HV 71 3-1 (1-1, 1-0, 1-0) 3226 Scaniarinken Omgång 29 - 24 januari 1991 Luleå HF-Modo Hockey 8-3 (3-1, 1-0, 4-2) 4279 Delfinen - 24 januari 1991 Malmö IF-HV 71 3-0 (1-0, 1-0, 1-0) 5530 Malmö Isstadion - 24 januari 1991 Västerås IK-Södertälje SK 4-2 (1-0, 2-2, 1-0) 4494 Rocklundahallen - 24 januari 1991 Färjestads BK-Brynäs IF 2-1 (0-0, 1-1, 1-0) 4452 Färjestads Ishall - 24 januari 1991 AIK-Djurgårdens IF 3-7 (2-1, 1-4, 0-2) 13850 Globen Omgång 30 - 27 januari 1991 HV 71-Luleå HF 7-3 (2-0, 3-0, 2-3) 3751 Rosenlundshallen - 27 januari 1991 Modo Hockey-AIK 5-3 (1-1, 2-0, 2-2) 3057 Kempehallen - 27 januari 1991 Djurgårdens IF-Malmö IF 3-3 (3-3, 0-0, 0-0) 8204 Globen - 27 januari 1991 Brynäs IF-Västerås IK 2-4 (1-1, 0-2, 1-1) 3742 Gavlerinken - 27 januari 1991 Södertälje SK-Färjestads BK 2-9 (1-2, 1-5, 0-2) 3769 Scaniarinken Omgång 31 - 29 januari 1991 Malmö IF-Luleå HF 4-2 (1-0, 1-2, 2-0) 5395 Malmö Isstadion - 29 januari 1991 Brynäs IF-Södertälje SK 3-3 (2-1, 0-1, 1-1) 4174 Gavlerinken - 29 januari 1991 Västerås IK-Djurgårdens IF 5-3 (3-1, 0-1, 2-1) 5103 Rocklundahallen - 29 januari 1991 Färjestads BK-Modo Hockey 5-2 (0-1, 4-1, 1-0) 4097 Färjestads Ishall - 29 januari 1991 AIK-HV 71 0-4 (0-3, 0-1, 0-0) 5163 Globen | Omgång 32 - 31 januari 1991 Luleå HF-Malmö IF 6-3 (2-1, 2-0, 2-2) 4673 Delfinen - 31 januari 1991 HV 71-AIK 5-3 (0-1, 3-1, 2-1) 3755 Rosenlundshallen - 31 januari 1991 Modo Hockey-Färjestads BK 4-3 (1-1, 2-0, 1-2) 2774 Kempehallen - 31 januari 1991 Djurgårdens IF-Västerås IK 6-0 (4-0, 1-0, 1-0) 5907 Globen - 31 januari 1991 Södertälje SK-Brynäs IF 3-4 (2-1, 1-3, 0-0) 3209 Scaniarinken Omgång 33 - 3 februari 1991 Brynäs IF-Djurgårdens IF 3-2 (2-0, 1-2, 0-0) 5281 Gavlerinken - 3 februari 1991 Västerås IK-Modo Hockey 4-2 (1-0, 2-1, 1-1) 4382 Rocklundahallen - 3 februari 1991 Färjestads BK-HV 71 2-1 (0-1, 1-0, 1-0) 4238 Färjestads Ishall - 3 februari 1991 AIK-Malmö IF 4-8 (1-3, 1-2, 2-3) 6712 Globen - 3 februari 1991 Södertälje SK-Luleå HF 7-4 (3-2, 3-0, 1-2) 2469 Scaniarinken Omgång 34 - 14 februari 1991 Luleå HF-AIK 5-3 (1-1, 2-2, 2-0) 4551 Delfinen - 14 februari 1991 Malmö IF-Färjestads BK 5-2 (1-1, 2-1, 2-0) 5390 Malmö Isstadion - 14 februari 1991 HV 71-Västerås IK 1-2 (0-0, 1-0, 0-2) 3337 Rosenlundshallen - 14 februari 1991 Modo Hockey-Brynäs IF 1-4 (0-0, 1-1, 0-3) 2599 Kempehallen - 14 februari 1991 Djurgårdens IF-Södertälje SK 3-5 (0-0, 1-3, 2-2) 8108 Globen Omgång 35 - 17 februari 1991 Djurgårdens IF-Modo Hockey 3-0 (2-0, 1-0, 0-0) 3951 Hovet, Johanneshov - 17 februari 1991 Brynäs IF-HV 71 1-1 (0-0, 0-1, 1-0) 4008 Gavlerinken - 17 februari 1991 Västerås IK-Malmö IF 5-3 (2-1, 1-1, 2-1) 4744 Rocklundahallen - 17 februari 1991 Färjestads BK-Luleå HF 4-2 (0-0, 2-0, 2-2) 4216 Färjestads Ishall - 17 februari 1991 Södertälje SK-AIK 6-5 (2-2, 2-1, 2-2) 5109 Scaniarinken Omgång 36 - 19 februari 1991 Luleå HF-Västerås IK 3-1 (1-0, 2-1, 0-0) 4019 Delfinen - 19 februari 1991 Malmö IF-Brynäs IF 5-2 (2-0, 2-0, 1-2) 5299 Malmö Isstadion - 19 februari 1991 HV 71-Djurgårdens IF 1-4 (1-2, 0-0, 0-2) 3806 Rosenlundshallen - 19 februari 1991 Modo Hockey-Södertälje SK 4-1 (2-0, 1-1, 1-0) 2084 Kempehallen - 19 februari 1991 AIK-Färjestads BK 4-4 (2-0, 1-3, 1-1) 4263 Hovet, Johanneshov Omgång 37 - 21 februari 1991 Modo Hockey-HV 71 5-4 (0-4, 2-0, 3-0) 2358 Kempehallen - 21 februari 1991 Djurgårdens IF-Färjestads BK 2-2 (0-1, 0-1, 2-0) 13497 Globen - 21 februari 1991 Brynäs IF-Luleå HF 3-5 (0-2, 1-0, 2-3) 3762 Gavlerinken - 21 februari 1991 Västerås IK-AIK 5-2 (2-1, 2-1, 1-0) 4935 Rocklundahallen - 21 februari 1991 Södertälje SK-Malmö IF 7-4 (3-1, 1-1, 3-2) 3182 Scaniarinken Omgång 38 - 24 februari 1991 Luleå HF-Djurgårdens IF 6-3 (2-2, 2-1, 2-0) 4556 Delfinen - 24 februari 1991 Malmö IF-Modo Hockey 6-4 (3-1, 0-3, 3-0) 4999 Malmö Isstadion - 24 februari 1991 HV 71-Södertälje SK 5-2 (2-1, 1-1, 2-0) 3397 Rosenlundshallen - 24 februari 1991 Färjestads BK-Västerås IK 3-6 (1-0, 1-2, 1-4) 4156 Färjestads Ishall - 24 februari 1991 AIK-Brynäs IF 0-4 (0-2, 0-2, 0-0) 9228 Globen Omgång 39 - 28 februari 1991 HV 71-Malmö IF 2-4 (0-3, 1-0, 1-1) 3790 Rosenlundshallen - 28 februari 1991 Modo Hockey-Luleå HF 3-5 (1-1, 0-3, 2-1) 3598 Kempehallen - 28 februari 1991 Djurgårdens IF-AIK 1-3 (1-0, 0-1, 0-2) 13850 Globen - 28 februari 1991 Brynäs IF-Färjestads BK 4-1 (0-0, 2-0, 2-1) 5152 Gavlerinken - 28 februari 1991 Södertälje SK-Västerås IK 5-5 (1-1, 0-3, 4-1) 3818 Scaniarinken Omgång 40 - 3 mars 1991 Luleå HF-HV 71 5-2 (0-0, 4-0, 1-2) 4251 Delfinen - 3 mars 1991 Malmö IF-Djurgårdens IF 3-5 (0-0, 1-3, 2-2) 5544 Malmö Isstadion - 3 mars 1991 Västerås IK-Brynäs IF 5-2 (1-0, 1-2, 3-0) 5647 Rocklundahallen - 3 mars 1991 Färjestads BK-Södertälje SK 6-4 (0-3, 2-1, 4-0) 4214 Färjestads Ishall - 3 mars 1991 AIK-Modo Hockey 7-4 (1-0, 1-1, 5-3) 8532 Globen |